# Melita Lorković
Melita Lorković (Županja 25. studenoga 1907. - Zagreb 1. studenoga 1987.) bila je hrvatska pijanistica i glasovirska pedagoginja, prva moderna hrvatska pijanistica. 

## Životopis
Rođena u glazbenoj obitelji - brat Mladen Pozajić, značajni skladatelj, pijanist, pedagog, organizator, dirigent i glazbeni pisac - obuhvatno naobražena (studij kod najvećih pedagoga pijanista: Svetislav Stančić, Alfred Cortot, Lazare-Lévy, Yvonne Lefebure, Wanda Landowska, Eduard Steuermann) započela je koncertnu djelatnost nakon osnivanja obitelji (suprug ing. Radoslav Lorković kojeg je upoznala preko prijateljice Vlaste Lorković, sinovi prof. dr. Hrvoje i prof. Radovan Lorković) i ubrzo bila uvrštena među najveće pijaniste svog vremena, uspoređivana s Emilom von Sauerom, Myrom Hess, Teresom Careño i Dinu Lipattijem. Koncertima u Skandinaviji, Njemačkoj, Austriji, Italiji i balkanskim zemljama a kasnije i na drugim kontinentima, stekla je velik ugled opsegom repertoara, bogatom stilističkom karakterizacijom, velikom i istančanom pijanističkom snagom u svim tipovima klavirske literature kao i iskrenošću, toplinom, jednostavnošću i dubinom tumačenja a napose i zalaganjem za domaću i stranu suvremenu glazbenu tvorbu kao i intenzivnim pedagoškim radom u Zagrebu, Beogradu, Kairu i na kraju ponovno u Zagrebu. 
Njezina karizmatična tumačenja velikih klavirskih koncerata Beethovena, Schumanna, Brahmsa, Chopina, Liszta, Čajkovskog, Rahmanjinova i Bartoka postavila su nova mjerila pijanističke kvalitete u tadašnjoj Jugoslaviji i svijetu. Njezine brojne snimke čekaju objavljivanje, njena izdanja klavirske pedagoške literature od Bacha do Chopina i Čajkovskog kao i predavanja na radiju pripadaju vrhuncima hrvatske glazbene kulture. Doživotno nezasitna u učenju novih djela ali i upoznavanju strane literature i jezika, ostala je primjerom kulturnog radnika iz najiskrenije potrebe. Nezaboravna kao izvođač solističkih večeri s programima od Couperina i Scarlattia, preko Beethovenovih sonata, Chopinovih minijatura, Schumannova Carnevala i Kreisleriane, Lisztove h-mol sonate, do Skrjabinovih sonata, Musorgskijevih Slika i Balakirjevog Islamey, Debussy-evih cuklusa, Papandopulove Sonatine, Kuncovih Nokturna i Tajčevićevih Balkanskih igara ostvarila je legendaran spoj inteligentnog i nadahnutog glazbenika, požrtvovnog pedagoga (učenici Milko Kelemen i Milan Horvat) lijepe žene i sjajne majke. Njezin život sadržao je sjajne uspjehe i tragiku progona, proizašlih iz velike duševne i fizičke snage i neovisnosti o autoritetima kojima je prkosila u ratnim prilikama.
Tijekom rata platila je rodbinsku svezu s vlastima nepoćudnima: zbog sudioništva djevera Mladena u uroti protiv ustaškog vrha u kojoj je sa sudionicima pokušao napraviti državni udar i prijeći s NDH na stranu Saveznika, ustaše su joj već 1944. godine zabranile javne nastupe. Promjena vlasti nije promijenila ništa, jer je poslije rata strukovni revolucionarni “sud časti” samo potvrdio tu zabranu. Suprug Radoslav Lorković nakon oslobođenja 1945. godine odveden je i ubijen pod nikad razjašnjenim okolnostima. Povratak na pozornicu u rodnom gradu došao je neočekivanim putem. Išao je preko Beograda putem dirigenta Oskara Danona, partizana. Ondje su ju primili i zaposlili čemu je mnogo pridonio skladatelj i dirigent Mihajlo Vukdragović čiju je brigu i naklonost uživala.

## Vanjske poveznice
- Lorković, Melita, enciklopedija.hr
- Lorković, Melita, Ivona Ajanović-Malinar i Redakcija (2017.–2021.), hbl.lzmk.hr